# Herb gminy Jeleśnia
Herb gminy Jeleśnia – jeden z symboli gminy Jeleśnia, ustanowiony 17 marca 1999.

## Wygląd i symbolika
Herb przedstawia na tarczy koloru zielonego złoty łeb jelenia ze srebrnym porożem i gałązką z olszy szarej w pysku. Powyżej trzech szczytów gór znajduje się niebo koloru białego. Herb nawiązuje do nazwy gminy. 